# Moisés Muñoz
Moisés Alberto „Moi” Muñoz Rodríguez (ur. 1 lutego 1980 w Aguililli) – meksykański piłkarz występujący na pozycji bramkarza, reprezentant Meksyku, komentator sportowy.
Jego brat José Muñoz i kuzyn Felipe Rodríguez również są piłkarzami.

## Kariera klubowa
Muñoz jest wychowankiem zespołu Monarcas Morelia, do którego seniorskiej drużyny został włączony jako dziewiętnastolatek przez szkoleniowca Tomása Boya. W meksykańskiej Primera División zadebiutował 19 września 1999 w przegranym 2:4 spotkaniu z Pachucą. Mimo to przez kolejne trzy lata pozostawał wyłącznie rezerwowym bramkarzem drużyny dla bramkarzy takich jak Ángel Comizzo czy José María Buljubasich. W jesiennym sezonie Invierno 2000 wywalczył z Morelią pierwszy w historii klubu tytuł mistrza Meksyku, jednak nie wystąpił wówczas w żadnym spotkaniu. Pierwszym golkiperem zespołu został dopiero w 2002 roku, po odejściu z zespołu Buljubasicha. W jesiennym sezonie Apertura 2002 zdobył z prowadzoną przez Rubéna Omara Romano wicemistrzostwo kraju, a także dotarł do finału najbardziej prestiżowych rozgrywek kontynentu – Pucharu Mistrzów CONCACAF. Obydwa te sukcesy powtórzył również w następnym roku, kiedy to w wiosennych rozgrywkach Clausura 2003 ponownie zanotował wicemistrzostwo Meksyku oraz doszedł do finału Pucharu Mistrzów. Ogółem barwy Morelii reprezentował przez jedenaście lat, będąc ulubieńcem kibiców i jednym z najbardziej zasłużonych piłkarzy w historii drużyny.
Latem 2010 Muñoz przeszedł do zespołu Atlante FC z miasta Cancún, w ramach rozliczenia za transfer Federico Vilara. W barwach tej drużyny występował przez kolejne półtora roku jako pierwszy bramkarz, rozgrywając w tym czasie wszystkie możliwe spotkania ligowe, jednak nie zdołał osiągnąć żadnych sukcesów. W styczniu 2012 został ściągnięty przez Miguela Herrerę – swojego byłego trenera z Atlante – do drużyny Club América z siedzibą w stołecznym mieście Meksyk (w odwrotną stronę powędrował za to Armando Navarrete). Od razu wywalczył sobie niepodważalną pozycję w wyjściowej jedenastce, lecz w czerwcu 2012 uległ wypadkowi samochodowego, w wyniku którego musiał pauzować przez ponad trzy miesiące. Do wyjściowej jedenastki zespołu powrócił w październiku tego samego roku.
W wiosennym sezonie Clausura 2013 Muñoz dotarł z Américą do dwumeczu finałowego ligi meksykańskiej, w którym jego drużyna zmierzyła się z Cruz Azul. W pierwszym, wyjazdowym spotkaniu América przegrała 0:1, natomiast 26 maja w rozegranym na Estadio Azteca rewanżu już od 13. minuty musiała grać w dziesiątkę po czerwonej kartce dla Jesúsa Moliny. Ponadto w 20. minucie po bramce Teófilo Gutiérreza Cruz Azul wygrywał już 1:0 (w ogólnym bilansie dwumeczu 2:0). W 88. minucie Aquivaldo Mosquera zdobył bramkę, która dała Américe wyrównanie, natomiast w doliczonym czasie gry przy wykonaniu rzutu rożnego Muñoz powędrował w pole karne przeciwnika i strzałem głową strzelił gola, który ustalił wynik spotkania na 2:1 (w dwumeczu 2:2) i doprowadził do dogrywki. W niej nie padła żadna bramka, wobec czego do rozstrzygnięcia dwumeczu potrzebne były rzuty karne. América zwyciężyła w nich 4:2 (Muñoz obronił jedenastkę wykonywaną przez Javiera Orozco), zdobywając jedenasty tytuł mistrza Meksyku. Muñoz, dla którego było to drugie mistrzostwo w karierze, ze względu na swój świetny występ i zdobytą bramkę zyskał wówczas wielki rozgłos w całym kraju i światowych mediach.
Podczas jesiennych rozgrywek Apertura 2013 Muñoz zdobył z Américą swoje trzecie wicemistrzostwo kraju, zostając wówczas wybranym w plebiscycie magazynu "Récord" najlepszym bramkarzem ligi meksykańskiej. W sezonie Apertura 2014 wywalczył natomiast z ekipą prowadzoną przez trenera Antonio Mohameda kolejny tytuł mistrza Meksyku, zaś w 2015 roku zajął drugie miejsce w krajowym superpucharze – Campeón de Campeones. Wtedy także triumfował w rozgrywkach Lidze Mistrzów CONCACAF, jak również uplasował się na piątej lokacie podczas Klubowych Mistrzostw Świata. W 2016 roku po raz drugi z rzędu wygrał północnoamerykańską Ligę Mistrzów.
| Sezon     | Klub             | Kraj   | Rozgrywki | Mecze | Bramki |
| --------- | ---------------- | ------ | --------- | ----- | ------ |
| 1999/2000 | Monarcas Morelia | Meksyk | Liga MX   | 1     | 0      |
| 2000/2001 | Monarcas Morelia | Meksyk | Liga MX   | 0     | 0      |
| 2001/2002 | Monarcas Morelia | Meksyk | Liga MX   | 4     | 0      |
| 2002/2003 | Monarcas Morelia | Meksyk | Liga MX   | 37    | 0      |
| 2003/2004 | Monarcas Morelia | Meksyk | Liga MX   | 31    | 0      |
| 2004/2005 | Monarcas Morelia | Meksyk | Liga MX   | 35    | 0      |
| 2005/2006 | Monarcas Morelia | Meksyk | Liga MX   | 34    | 0      |
| 2006/2007 | Monarcas Morelia | Meksyk | Liga MX   | 30    | 0      |
| 2007/2008 | Monarcas Morelia | Meksyk | Liga MX   | 35    | 0      |
| 2008/2009 | Monarcas Morelia | Meksyk | Liga MX   | 34    | 0      |
| 2009/2010 | Monarcas Morelia | Meksyk | Liga MX   | 41    | 0      |
| 2010/2011 | Atlante FC       | Meksyk | Liga MX   | 36    | 0      |
| 2011/2012 | Atlante FC       | Meksyk | Liga MX   | 17    | 0      |
| 2011/2012 | Club América     | Meksyk | Liga MX   | 21    | 0      |
| 2012/2013 | Club América     | Meksyk | Liga MX   | 30    | 1      |
| 2013/2014 | Club América     | Meksyk | Liga MX   | 38    | 0      |
| 2014/2015 | Club América     | Meksyk | Liga MX   | 38    | 0      |
| 2015/2016 | Club América     | Meksyk | Liga MX   | 28    | 0      |
| 2016/2017 | Club América     | Meksyk | Liga MX   |       |        |

## Kariera reprezentacyjna
Pierwsze powołanie do seniorskiej reprezentacji Meksyku Muñoz otrzymał od selekcjonera Ricardo La Volpe na rozegrany w lutym 2003 mecz towarzyski z Argentyną (0:1), nie zdołał w niej jednak wówczas zadebiutować. W 2004 roku znalazł się w składzie na turniej Copa América, gdzie nie rozegrał ani jednego meczu, pozostając rezerwowym dla Oswaldo Sáncheza, a jego drużyna odpadła w ćwierćfinale po porażce z późniejszym triumfatorem – Brazylią (0:4). W kadrze narodowej zadebiutował dopiero 24 października 2004 w wygranym 2:1 sparingu z Ekwadorem. W 2005 roku został powołany na Puchar Konfederacji, podczas którego ponownie nie wystąpił w żadnym spotkaniu, znów pełniąc rolę alternatywy dla Sáncheza, zaś Meksykanie odpadli wówczas w półfinale wskutek porażki w serii rzutów karnych z Argentyną (1:1, 5:6 k), zajmując czwarte miejsce. Kilka tygodni później wziął udział w Złotym Pucharze CONCACAF, gdzie z kolei pozostawał pierwszym bramkarzem występującej w krajowym składzie kadry i trzykrotnie pojawiał się na boisku (wpuścił dwa gole). Jego zespół zakończył natomiast swój udział w rozgrywkach w ćwierćfinale, ulegając w nim Kolumbii (1:2). Rok później był bliski wyjazdu na Mistrzostwa Świata w Niemczech, lecz selekcjoner La Volpe nie zdecydował się go powołać do ostatecznego składu na mundial.
W 2013 roku, po ośmioletniej przerwie na występy w reprezentacji, Muñoz został powołany przez szkoleniowca José Manuela de la Torre na swój drugi Złoty Puchar CONCACAF. Tam pełnił jednak funkcję rezerwowego dla Jonathana Orozco i rozegrał tylko jedno spotkanie, zaś meksykańska drużyna, złożona wówczas wyłącznie z graczy występujących na krajowych boiskach, odpadła z turnieju w półfinale po porażce z Panamą (1:2). W późniejszym czasie wystąpił w dwóch meczach w ramach udanych dla jego zespołu eliminacji do Mistrzostw Świata 2014 – obydwóch w barażach z Nową Zelandią, w drugiej z tych konfrontacji (4:2) broniąc rzut karny wykonywany przez Jeremy'ego Brockie. Ostatecznie nie znalazł się jednak w kadrze na brazylijski mundial, przegrywając rywalizację o miano trzeciego bramkarza meksykańskiej kadry z Alfredo Talaverą. W 2015 roku został powołany przez selekcjonera Miguela Herrerę na Złoty Puchar CONCACAF, gdzie był jednak wyłącznie rezerwowym dla Guillermo Ochoi i ani razu nie pojawił się na boisku, zaś Meksykanie triumfowali w rozgrywkach po finałowym zwycięstwie nad Jamajką (3:1).